# Kamelfleisch

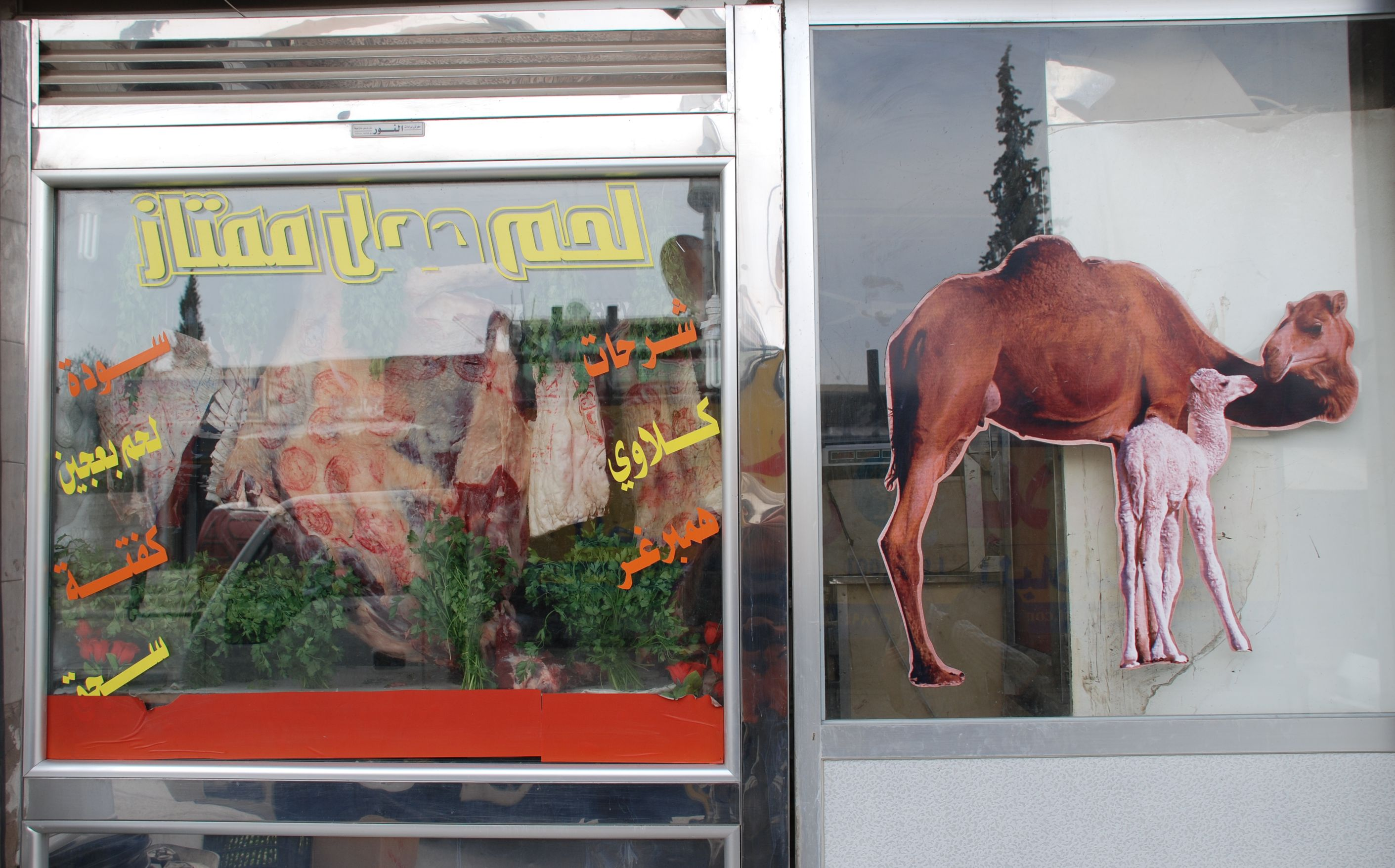
Schaufenster einer Metzgerei für Kamelfleisch in der syrischen Kleinstadt Al-Dumair

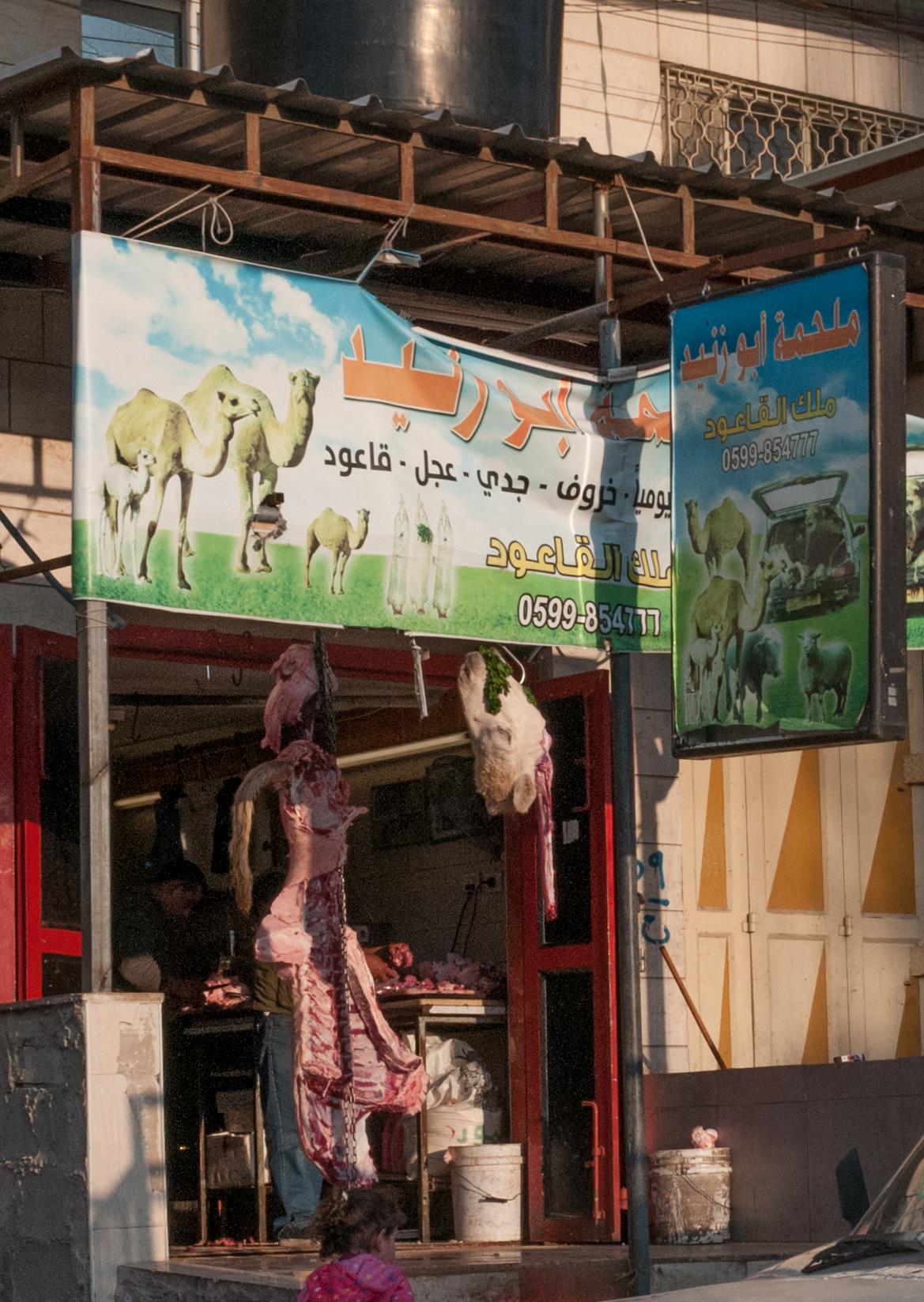
Fleischerei mit Kamelfleisch in Hebron, Palästina

Als Kamelfleisch wird das Fleisch von zweihöckrigen Kamelen (Trampeltieren) und von Dromedaren bezeichnet. Es ist wie das Fleisch anderer Säugetiere grundsätzlich essbar. Abgesehen von den Höckern ist Kamelfleisch sehr fettarm und grobfaserig. Ein männliches ausgewachsenes Dromedar wiegt über 400 kg, ein Trampeltier über 650 kg, wobei der Fleischanteil bei einem Dromedar zwischen 50 und 76 Prozent liegt, beim Trampeltier zwischen 35 und 50 Prozent.
Kamele werden von Nomaden in Afrika, Asien und dem Orient schon seit Jahrhunderten als Lasttiere genutzt, wurden traditionell meist aber nur geschlachtet, wenn sie verletzt oder zu alt für eine weitere Nutzung waren. Für viele Stämme war und ist der Besitz von Kamelen gleichbedeutend mit Reichtum und Ansehen, so dass der Verzehr gesunder Kamele aus diesem Grund nicht in Frage kommt. Diese Einstellung herrscht zum Beispiel in Ostafrika vor. Auch im Sudan werden Kamele nur zu besonderen Anlässen geschlachtet. In Somalia wird Kamelfleisch dagegen häufiger verzehrt, es gibt auch spezielle Metzgereien. Allgemein werden in Afrika andere Fleischsorten jedoch vorgezogen, auch wegen der etwas trockenen Konsistenz des Kamelfleischs und des spezifischen Geschmacks. Im Allgemeinen werden Jungtiere bevorzugt, da das Fleisch dann in Geschmack und Textur Rindfleisch ähneln soll.

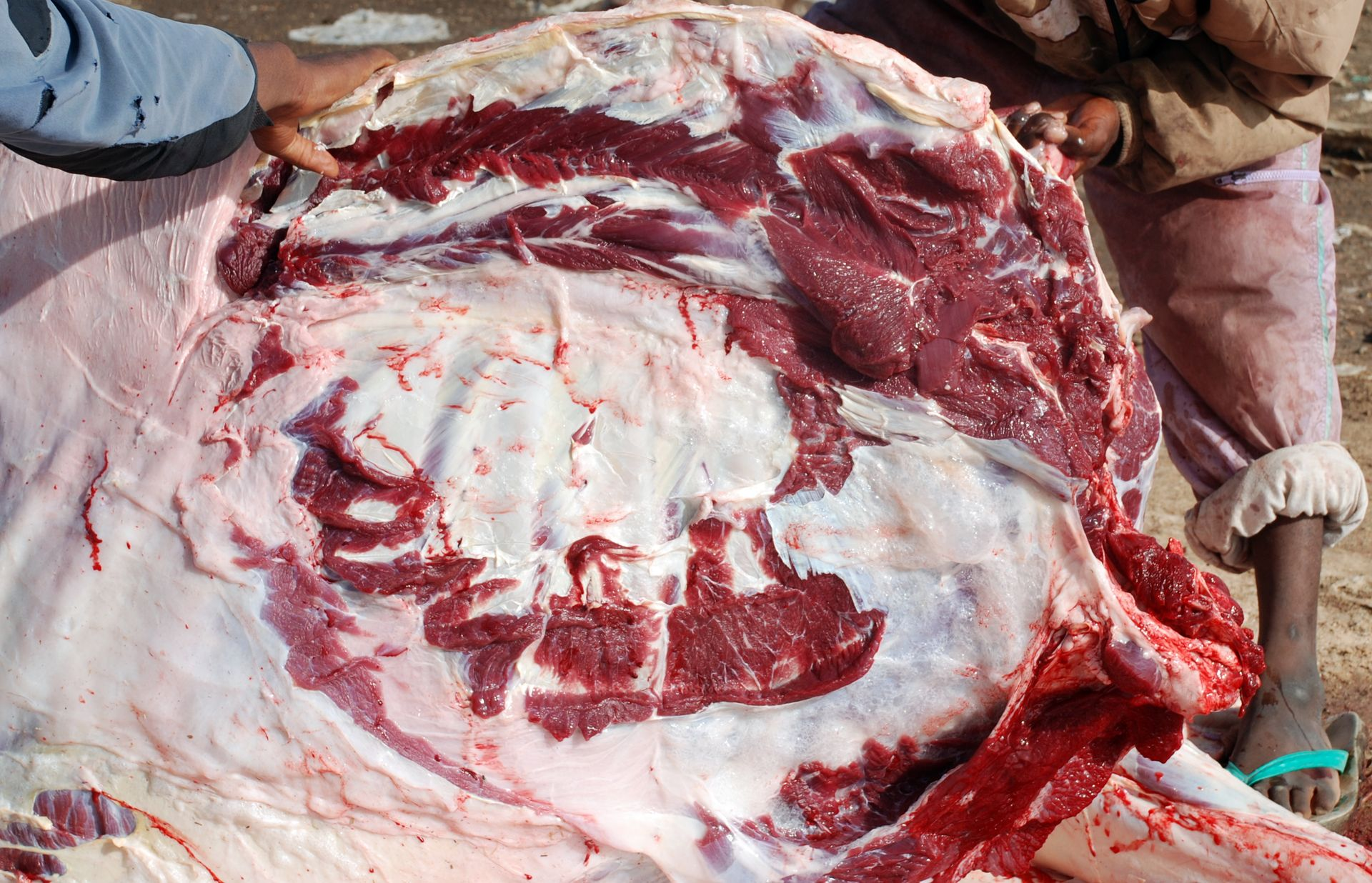
Beginn der Fleischzerlegung. Flacher Tangentialschnitt am Rücken. Kamelschlachtung am Strand von Nouadhibou, Mauretanien

Beliebter ist das Fleisch in arabischen Staaten, vor allem in den Vereinigten Arabischen Emiraten, wo es lange Zeit die wichtigste Proteinquelle war. Staaten wie Ägypten, Libyen und Saudi-Arabien importieren gezüchtete Kamele für den Verzehr. 1980 wurden allein aus dem Sudan über 338.000 Schlachtkamele in den Nahen Osten exportiert. In einigen Regionen Mauretaniens wird überwiegend Kamelfleisch verzehrt. Kamele in der westlichen Sahara haben nur noch eine geringe Funktion als Lasttiere, sie werden überwiegend als Fleischlieferanten gezüchtet. Kamelfleisch gilt als hochwertiger Eiweißlieferant in den entsprechenden Klimazonen, der weniger Fett und weniger Cholesterin als Rindfleisch enthält.
Die Kamelfleischproduktion des afrikanischen Kontinents betrug im Jahr 2003 rund 248.000 Tonnen, die Weltproduktion insgesamt etwa 300.000 Tonnen. Seit 1988 gibt es auch in Australien eine kleine Kamelzucht für den Export.
Ein religiös begründetes Nahrungstabu für Kamelfleisch gibt es für Hindus, Juden, christliche Kopten in Ägypten, Christen in Äthiopien, die sunnitischen Hanbaliten, die Anhänger des Zoroastrismus im Iran und Mandäer. In Somalia sind Herz und Hoden eines Kamels für Frauen tabu, für Männer die Füße. Der sehr fetthaltige Höcker wird generell zuerst den Männern angeboten.
Die Raikas, eine hinduistische Kaste, die in den nordwestindischen Bundesstaaten Rajasthan und Gujarat Kamele als Zugtiere für Karren züchten, vermeiden strikt den Verzehr von Kamelfleisch, wie sie auch Kamelmilch nur in wenigen Ausnahmefällen trinken. Die Herkunft dieses Nahrungstabus ist unklar, es lässt sich nicht mit dem hinduistischen Glauben erklären, denn muslimische Kamelzüchter in der benachbarten pakistanischen Provinz Sindh essen gleichfalls kein Kamelfleisch. Dagegen ist in Karatschi, der Hauptstadt des Sindh, wo Karren ziehende Kamele zum Straßenbild gehören, der Verzehr von Kamelfleisch weit verbreitet. Geschlachtet werden bevorzugt ältere und kranke Tiere.